# Fatehgarh
Fatehgarh è una suddivisione dell'India, classificata come cantonment board, di 14.682 abitanti, capoluogo del distretto di Farrukhabad, nello stato federato dell'Uttar Pradesh. In base al numero di abitanti la città rientra nella classe IV (da 10.000 a 19.999 persone).

## Geografia fisica
La città è situata a 27° 22' 0 N e 79° 37' 60 E e ha un'altitudine di 137 m s.l.m..

## Società

### Evoluzione demografica
Al censimento del 2001 la popolazione di Fatehgarh assommava a 14.682 persone, delle quali 8.825 maschi e 5.857 femmine. I bambini di età inferiore o uguale ai sei anni assommavano a 1.764, dei quali 974 maschi e 790 femmine. Infine, coloro che erano in grado di saper almeno leggere e scrivere erano 11.115, dei quali 7.322 maschi e 3.793 femmine.